# Gerardo Traverso
Gerardo Adrián Traverso (7 de octubre de 1975-16 de mayo de 2019) fue un jugador de fútbol uruguayo, cuya carrera se desarrolló principalmente en Paraguay.

## Carrera
Traverso se mudó a Paraguay como jugador juvenil y comenzó su carrera profesional con Rubio Ñu antes de mudarse a Nacional en la Primera División de Paraguay. Jugó en préstamo para el Barcelona en la Serie A de Ecuador. También tuvo un breve período con Dundee en la entonces Premier League de Escocia (hoy Scottish Premiership).
La carrera de Traverso terminó luego de una lesión grave en un accidente automovilístico en Asunción en mayo de 2004, que lo dejó parapléjico. Su esposa también resultó herida en el accidente.
Traverso falleció el 17 de mayo de 2019 debido a complicaciones pulmonares.